# Bapatla

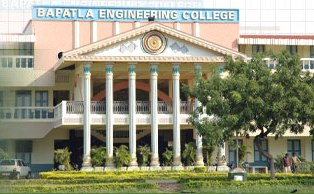
Das Bapatla Engineering College, eine der sieben von der Bapatla Education Society geförderten Bildungseinrichtungen, wurde 1981 gegründet.

Bapatla ist eine Stadt im indischen Bundesstaat Andhra Pradesh.
Die Stadt Hauptstadt des 2022 neu eingerichteten Distrikts Bapatla. Bapatla hat den Status einer Municipality. Die Stadt ist in 21 Wards gegliedert. Sie hatte am Stichtag der Volkszählung 2011 insgesamt 70.777 Einwohner, von denen 34.385 Männer und 36.392 Frauen waren. Hindus bilden mit einem Anteil von ca. 85 % die größte Gruppe der Bevölkerung in der Stadt gefolgt von Muslimen mit ca. 11 % und Christen mit ca. 3 %. Die Alphabetisierungsrate lag 2011 bei 80,67 %.
Aquakultur und Landwirtschaft sind die Hauptbeschäftigungen der in der Stadt und ihrem Umland. In der Aquakultur wird Fischzucht betrieben und in der Landwirtschaft dominiert den Anbau von Reis. Vor der Küste von Bapatla wird Erdgas gefördert.
Die Stadt ist durch einen Bahnhof an das indische Eisenbahnnetz angeschlossen.